# ブラック川 (ミシガン州シボイガン郡)
ブラック川（ブラックがわ、Black River）は、アメリカ合衆国ミシガン州のオトセゴ郡、モンモランシー郡、プレスクアイル郡、シボイガン郡などを流れる78.8-マイル 長さ (126.8 km)の川。シボイガン郡のシボイガンのすぐ南側で、シボイガン川に合流し（北緯45度36分13秒 西経84度27分47秒 / 北緯45.60361度 西経84.46306度）、ヒューロン湖へ注ぐ。ブラック川の本流は、オトセゴ郡東中部のモンモランシー郡に近い境界付近に源を発する。ブラック川の東支流は、モンモランシー郡ビエナ郡区の東側1マイルもないところを源としている。この他の主要な支流としては、カナダ・クリーク川、トマホーク・クリーク川 (Tomahawk Creek)、レイニー川があり、いずれもモンモランシー郡北部を源としている。